# Klucz Mobile
Klucz Mobile – wirtualny operator oferujący usługi telefonii komórkowej na zasadach prepaid. Usługi dostarcza spółka Klucz Telekomunikacja sp. z o.o. w oparciu o infrastrukturę operatora Polkomtel. Sieć rozpoczęła swoją działalność w kwietniu 2013 r.

## Oferta
Klucz Mobile w swojej ofercie koncentruje się przede wszystkim na tanich połączeniach za granicę. Oferuje również swoim klientom pakiety rozmów krajowych oraz pakiety internetowe. Użytkownicy otrzymują także pakiet darmowych minut wewnątrz sieci; ilość minut do wykorzystania i termin ważności pakietów zależne są od kwoty doładowania.
Od października 2015 klienci Klucz Mobile mogą korzystać z transmisji danych 4G LTE. Oferta Klucz Mobile nie wymaga podpisania umowy abonenckiej oraz regularnych doładowań konta. Rejestracja numeru jest możliwa na stronie internetowej operatora. Klucz Mobile oferuje swoim klientom bezpłatny kontakt z Biurem Obsługi Klienta, a rozmowa z konsultantem jest możliwa w językach: polskim, ukraińskim, rosyjskim i angielskim. 
Ponadto firma proponuje swoim klientom wsparcie socjalne, oferując darmowe porady dla obywateli ze Wschodu i pomagając cudzoziemcom w znalezieniu legalnej pracy w Polsce. Uczestniczy również w kampanii społecznej na rzecz obniżki cen za połączenia ze wschodnimi sąsiadami Polski oraz ułatwień wizowych.
Klucz Mobile był jednym ze sponsorów imprez kulturalnych: Watra Łemkowska, Festiwal Wielokulturowy w Warszawie, China Expo, Święto Niepodległości Ukrainy we współpracy z Ambasadą Ukrainy w Polsce oraz Fundacją "Wolny Wybór".